# زرمان
زَرمان در اساطیر مزدیسنا نام دیو پیری‌است. او با خود پیری می‌آورد و کسان را بددم می‌کند. از این دیو در اوستا یک بار در وندیداد یادشده‌است.

## واژه‌شناسی
زرمان در پهلوی zarmān و در اوستایی -zaurvan به معنی پیر یا پیراندیشه می‌باشد.

## منبع
- مهرداد بهار، پژوهشی در اساطیر ایران، چاپ پنجم، پاییز ۱۳۸۴، نشر آگه. شابک ‎۹۶۴−۳۲۹−۰۰۹−۳